# Isola di Fano
Isola di Fano è un ex comune delle Marche, attualmente frazione di Fossombrone. Sorge a 162 m s.l.m. nella valle del Tarugo e conta 399 abitanti. Fu comune autonomo fino al 1869.

## Storia
Le origini di Isola di Fano sono bassomedievali, ma nella zona esistevano insediamenti neolitici e preromani di vari popoli (Galli, Piceni, Etruschi). Diffusi sono infatti i reperti qui rinvenuti, fra cui si ricordano cui varie statuine e un bronzo di Vertunno ammirabile presso il museo etrusco di Firenze. Molti di questi oggetti furono portati alla luce da una piena del Tarugo agli albori del XX secolo.
La nascita di Isola si deve alle invasioni barbariche che spopolarono la città romana di Forum Sempronii e determinarono un afflusso demografico nella zona: quando poi, nel Duecento, il papa Onorio III dispose la fortificazione degli agglomerati urbani, il borgo di Vicus Insulae vide ufficialmente la luce. L'area godeva infatti della protezione naturale dei torrenti Tarugo e Rio, che permisero al Vicus di assurgere a presidio della vallata. Già feudo dei conti Gualtieri di Fano, transitò poi sotto il controllo di quest'ultima città assumendo la denominazione attuale.
Comune autonomo dopo la campagna napoleonica (XVIII-XIX secolo), successivamente all'Unità d'Italia Isola di Fano fu aggregata al territorio di Fossombrone. Il paese, lungamente vissuto di agricoltura e artigianato, fonda agli inizi del XXI secolo parte della sua economia anche sull'attività piccolo-industriale del circondario, e possiede perciò una moderna zona di espansione che si è venuta affiancando al centro storico.

## Monumenti e luoghi di interesse
Chiesa parrocchiale dei Santi Giovanni Battista e Floriano
Risale ad un'antica chiesa di origine trecentesca, che però fu quasi completamente ricostruita sul finire del XVIII secolo, secondo il progetto del cesenate Giambattista Dal Re, in stile neoclassico. Si conservano ancora alcune parti più vetuste, come il campanile e parte delle murature. Si presenta all'esterno con murature in pietra a vista, con una facciata a capanna, coronata sulla sommità da un frontone, con cornice in pietra, al centro del timpano si trova un oculo. Sul fianco destro della facciata principale è addossato il volume di una piccola cappella interna, che in origine ospiatava alcune sepolture e oggi invece un Crocifisso dipinto del XII secolo, proveniente dalla pieve di San Floriano. Mentre sul lato sinistro confina con una serie di edifici, dove vi sono anche i resti murari del precedente edificio liturgico. L'ingresso principale è centrale e rialzato su una rampa di scale, con portale lapideo architravato in stile rinascimentale. In asse con l'ingresso si trova al di sopra una finestra centinata rettangolare, coronata da un arco a tutto sesto. L'interno si sviluppa ad aula unica rettangolare, chiusa da un'abside semicircolare, con quattro altari, adornati da pale provenienti della struttura primitiva, tra cui la tela della Madonna con Bambino e i Santi Pietro, Antonio abate, Francesco, Andrea e Vitale adoranti di Giovan Francesco Guerrieri. Il presbiterio è delimitato da una balaustra, con l'antico altare maggiore e la pala raffigurante la Madonna del Carmine e i Santi Giovanni Battista e Floriano di Domenico Giattini. Le altre pale d'altare sono due tele di Vitale Franceschetti (Natività e Annunciazione con i Santi Francesco di Paola, Biagio e Lucia) e una tela di Carlo Magini (Madonna Pastora e i Santi Rocco, Giovanni Evangelista e Sebastiano).
Chiesa della Madonna del Rosario
Chiesa della Madonna della Fonte
Chiesa di San Michele Arcangelo
Chiesa di San Vitale
Chiesa di Santa Maria Assunta
Chiesa di Santa Maria
Torre civica
Palazzo del Capitano

## Cultura

### Scuole
Vi sono una scuola dell'infanzia ed una primaria dell'Istituto Comprensivo "Fratelli Mercantini" di Fossombrone.